# Besucherzentrum der KZ-Gedenkstätte Dachau
Das Besucherzentrum der KZ-Gedenkstätte Dachau beinhaltet ein Foyer mit Informationsbereich und Audioguide-Ausgabe, eine Fachbuchhandlung und eine Cafeteria. Es wurde im April 2009 eröffnet.

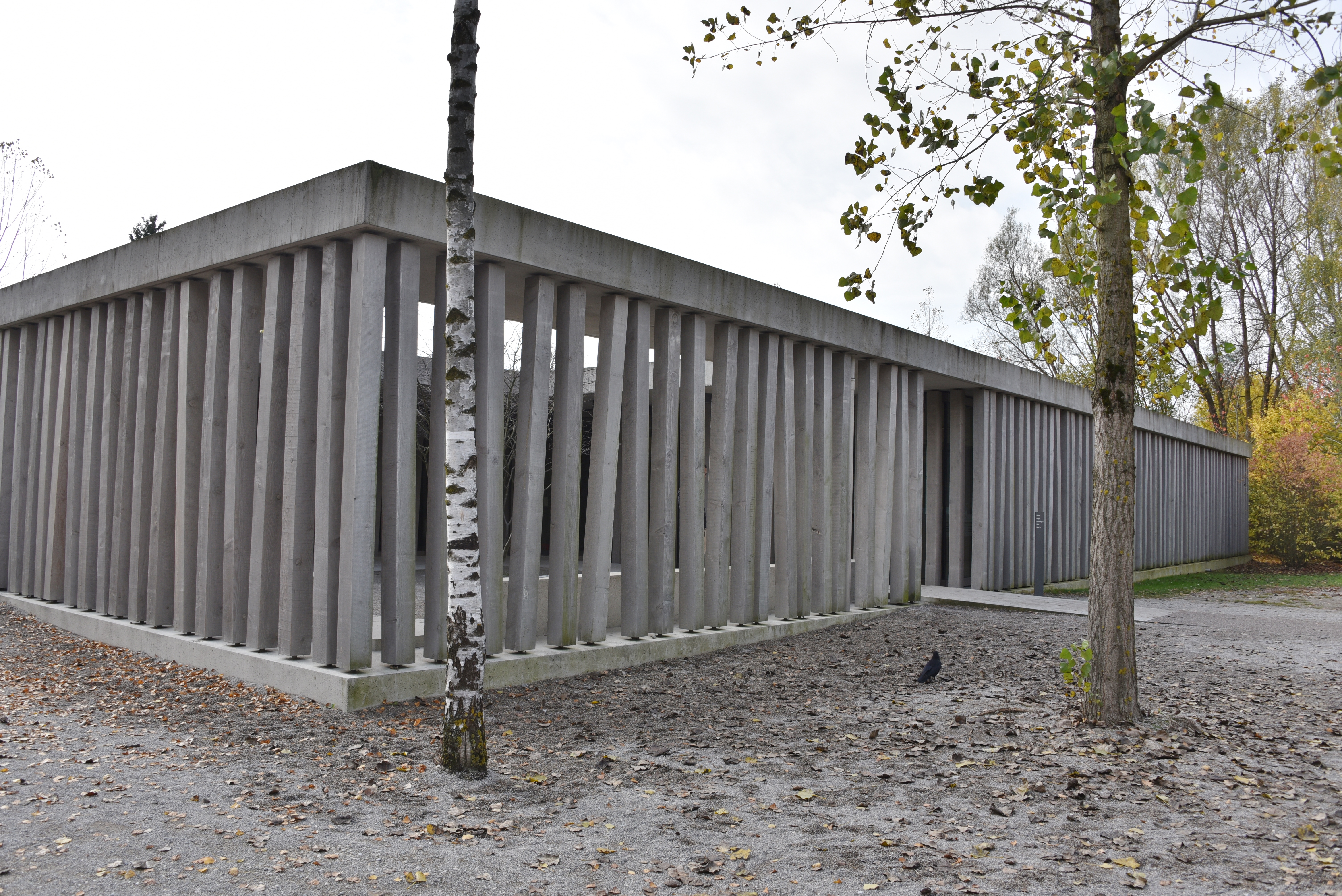
Fassade

## Geschichte und Architektur

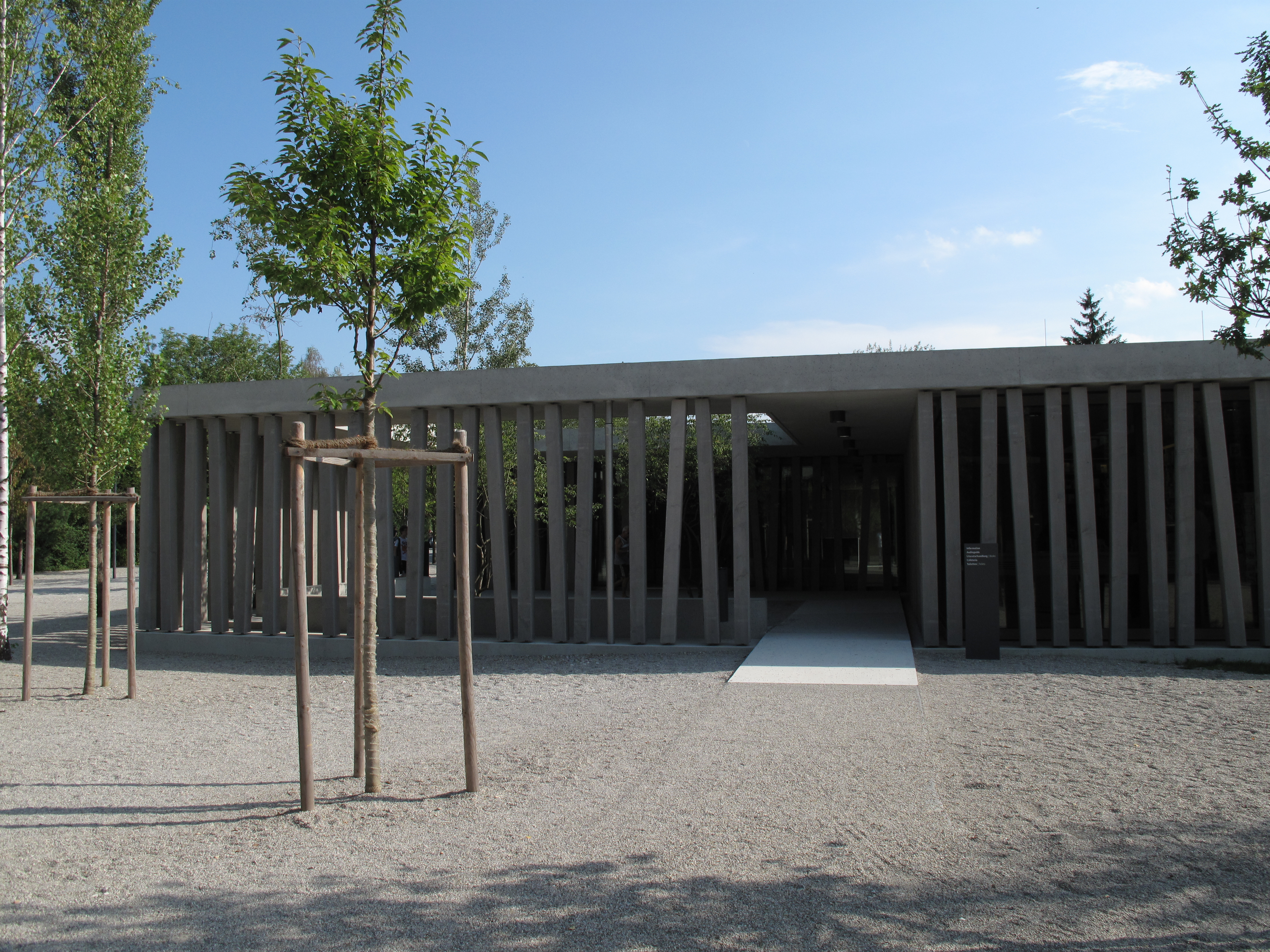
Eingang

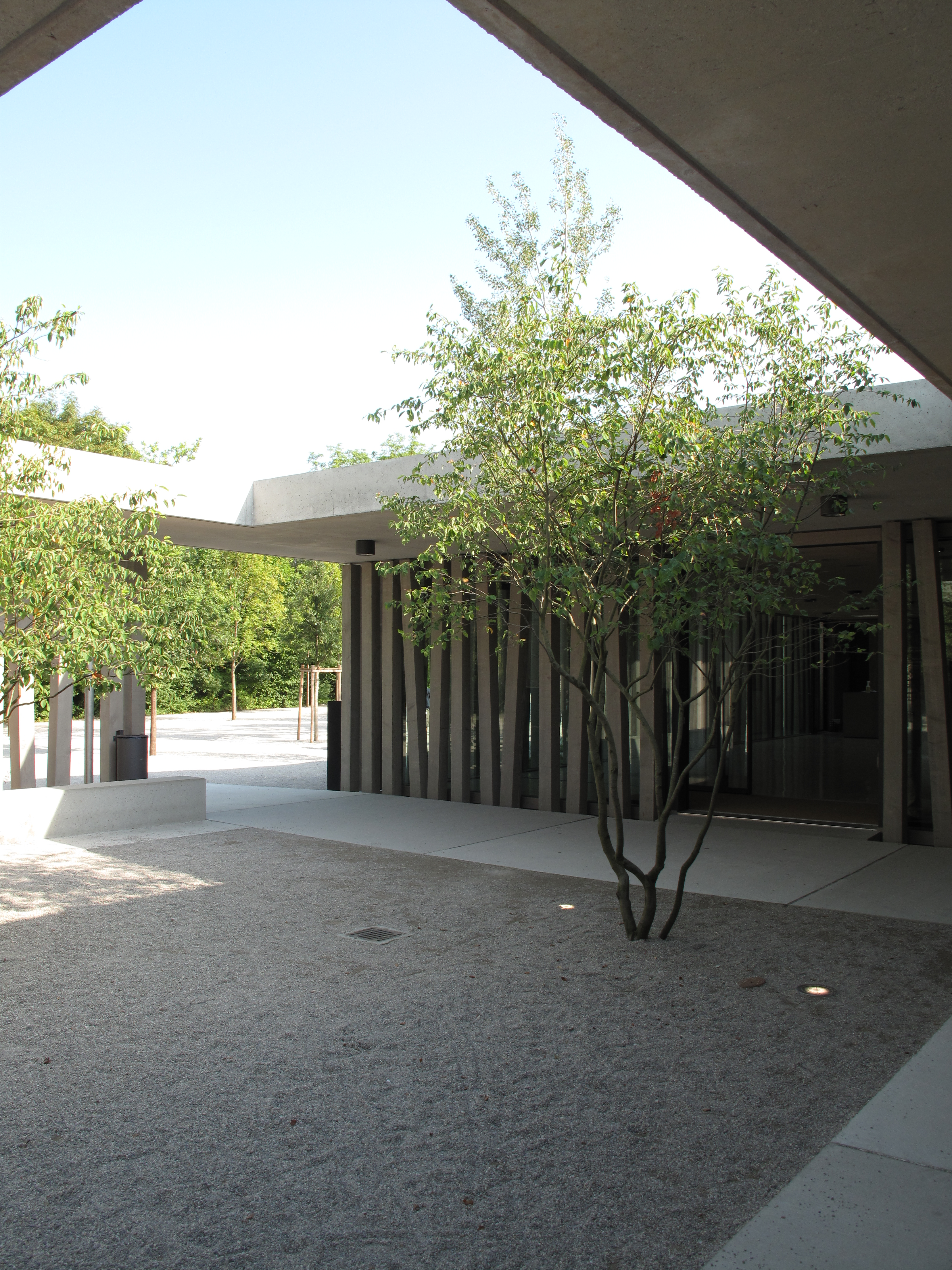
Innenhof

Das Besuchergebäude der KZ-Gedenkstätte Dachau wurde nach einem Architektenwettbewerb von Florian Nagler zusammen mit Gartenarchitekt Peter Latz realisiert. Bauherr war die Stiftung Bayerische Gedenkstätten München.

## Auszeichnungen und Preise
- 2010: BDA-Preis Bayern in der Kategorie Bauen für die Gemeinschaft und Sonderpreis für soziales Engagement[3]
- 2011: Auszeichnung – Deutscher Architekturpreis[4]
- 2011: Gestaltungspreis der Stadt Dachau[5]
- 2012: 2. Preis – Architekturpreis Farbe – Struktur – Oberfläche[6]